# Старый Свет

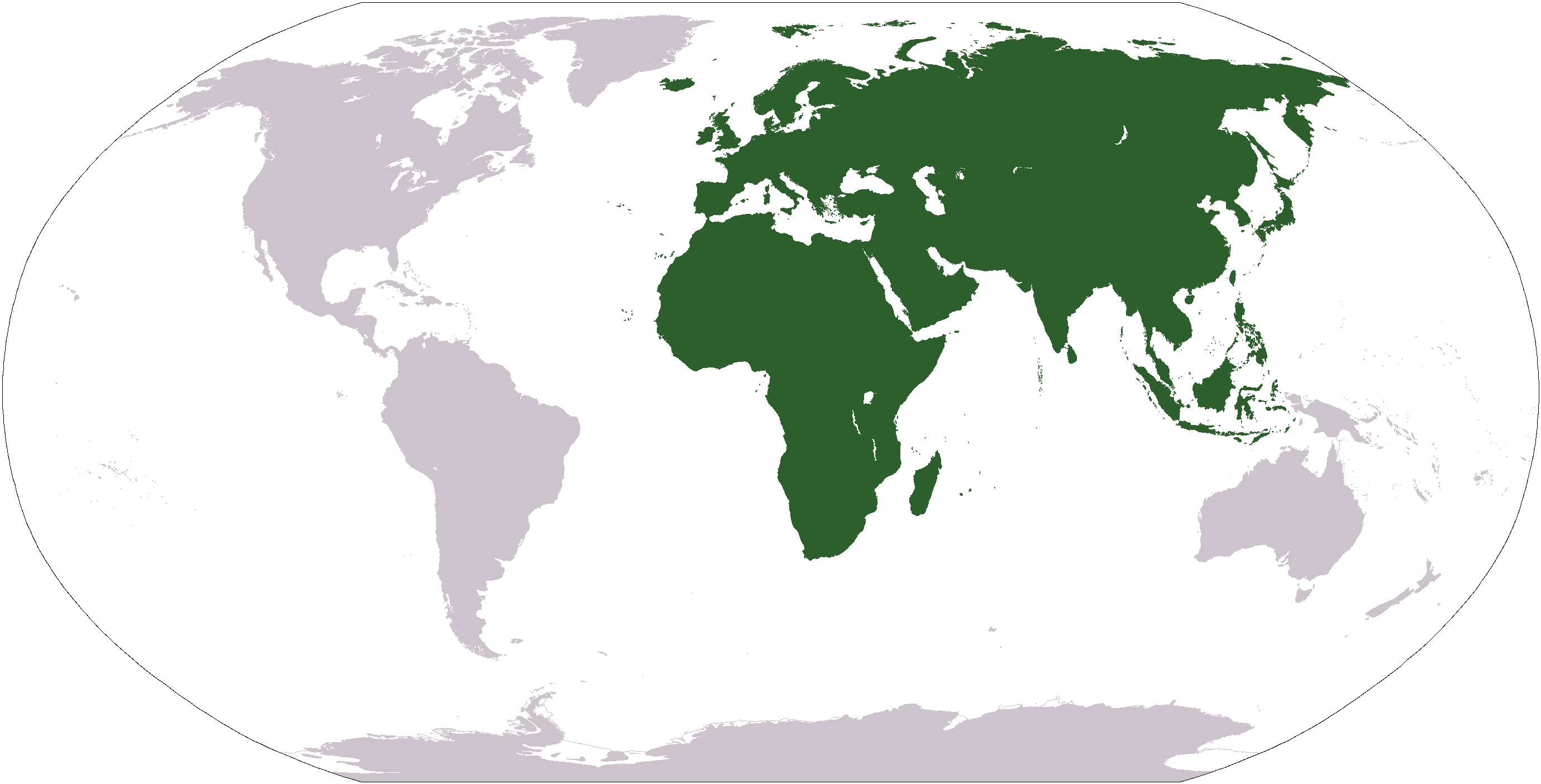
Старый Свет на карте мира

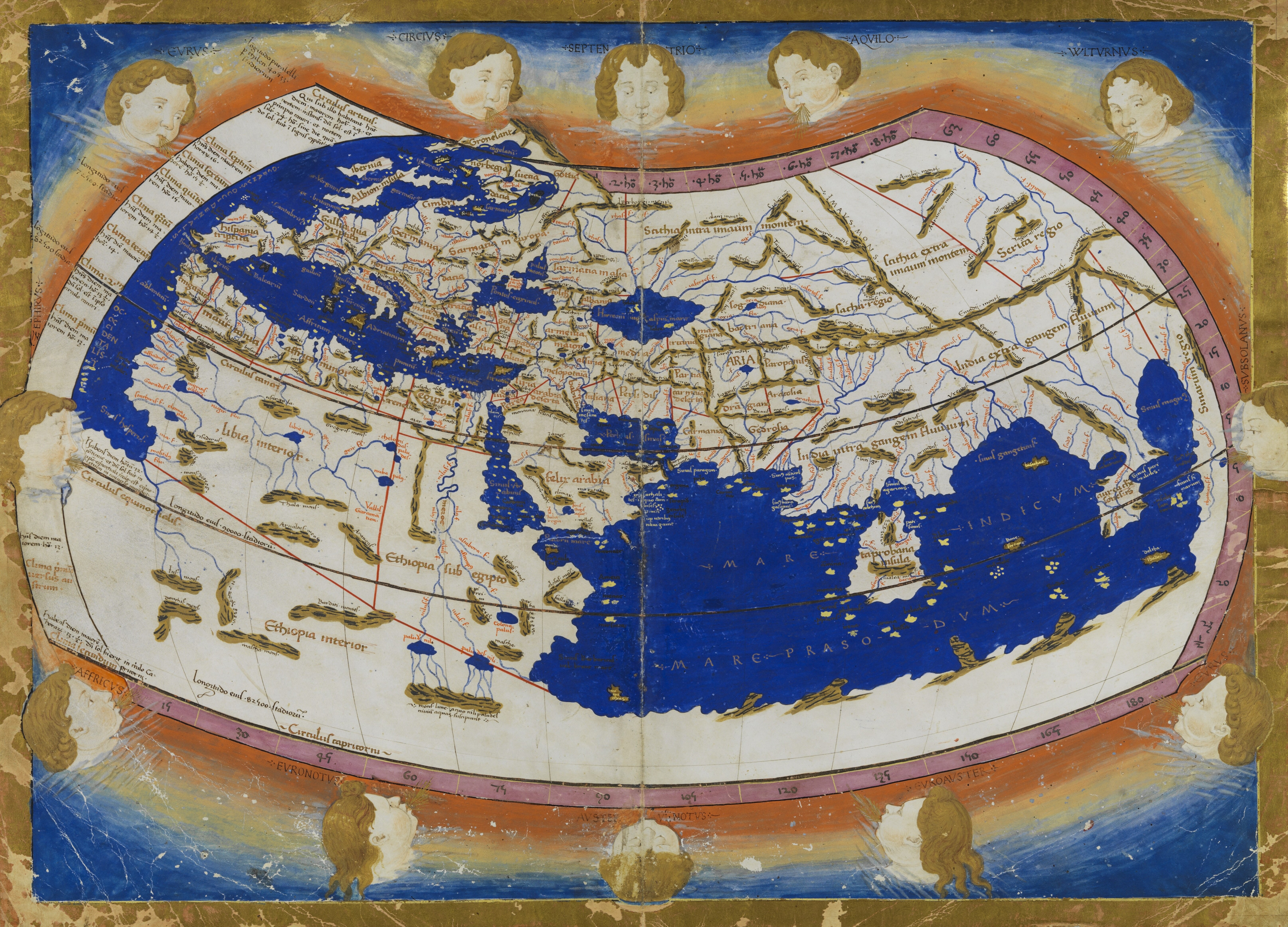
Карта «Старого Света» (карта мира Птолемея в копии XV века).

Ста́рый Свет — общее название трёх известных европейцам, до открытия Америки в 1492 году, частей света — Европы, Азии и Африки; обычно противопоставляется Новому Свету. Иными словами Старый Свет — это Афроевразия.

## Описание
Старый Свет состоит из тех частей суши, которые были известны европейцам до плавания Христофора Колумба: Европы, Азии, Африки и окружающих островов. Этот термин противоположен Новому Свету, который подразумевает Америку и Океанию.
Хотя европейцы в то время активно не изучали внутреннюю часть Азии и Африки, о её существовании знали даже в Японии и Южной Африке, таким образом, они также считаются Старым Светом. Антарктида не считается ни Старым, ни Новым Светом, поскольку термины предшествуют её открытию европейцами.
С биологической точки зрения организмы Старого Света встречаются в Евразии и Африке, а организмы Нового Света встречаются в Америке. Различие между Старым и Новым Светом также относится к винам: соответственно, европейские вина относятся к винам Старого Света, а вина, произведённые в странах Америки и Океании, относятся к винам Нового Света.
В контексте археологии и всеобщей истории термин «Старый Свет» включает те части мира, которые находились в (косвенном) культурном контакте начиная с бронзового века, что привело к параллельному развитию первых цивилизаций, главным образом в умеренной зоне между приблизительно 25 и 45 параллелями, в районе Средиземного моря, Месопотамии, Иранского плато, Индийского субконтинента и региона Китая.
Эти регионы были соединены через торговый путь Великого шёлкового пути, и после бронзового века они перешли в ярко выраженный период железного века. В культурном плане железный век сопровождался культурными, философскими и религиозными событиям, которые в конечном итоге привели к возникновению на западе Старого Света исторического эллинизма. В восточной части Старого Света эти процессы приблизительно в то же самое время стояли у истоков зарождения зороастризма, авраамических религий, индуизма, буддизма, джайнизма, конфуцианства и даосизма.